# Angistri
Angistri (ook wel Agkistri of Agistri) (Grieks: Αγκίστρι) is het kleinste, bewoonde eiland van de Saronische Eilanden. Het ligt tussen Aegina, het op een na grootste eiland van de Saronische eilandengroep, het schiereiland Methana en de Argolische oostkust. Het eiland is maar enkele kilometers breed en telt drie dorpjes: Megalochori (hoofdplaats), Skala en Limenaria.
Bestuurlijk is het eiland vanaf 2011 een gemeente (dimos) in de bestuurlijke regio (periferia) Attica. Niet te verwarren met Agkistro(n), deelgemeente van de gemeente Sintiki in de bestuurlijke regio Centraal-Macedonië.
Het eiland is vanuit de hoofdplaats van Aegina (Aegina-stad) bereikbaar. De boottocht naar de hoofdplaats Megalochori duurt zo'n 20 minuten. Net zoals op Hydra en Spetses, twee andere eilanden in de buurt, is ook op Angistri autoverkeer niet toegelaten.